# アントニー・ハードンク
アントニー・ハードンク（Antoni Hardonk、1976年2月5日 - ）は、オランダの男性総合格闘家、キックボクサー。北ホラント州ヴェースプ出身。ダイナミックスMMA主宰。

## 来歴
アーネスト・ホーストやロブ・カーマンの試合を見てキックボクサーに憧れ、16歳でキックボクシングを始めた。
1993年、UFC第1回大会のホイス・グレイシーの姿を見て総合格闘技に興味を持つ。
2004年5月22日、K-1 ROMANEXの旗揚げ第1試合でグラディエーターと対戦し、判定負け。
2006年11月18日、UFC初参戦となったUFC 65でシャーマン・ペンダーガーストと対戦し、左ストレートでKO勝ち。
2007年4月5日、UFC Fight Night: Stevenson vs. Guillardでジャスティン・マッコーリーに判定負け。8月25日はUFC 74でフランク・ミアに一本負け。
2008年はコリン・ロビンソン、エディ・サンチェス、マイク・ウェッセルに3連勝を果たした。
2009年10月24日、UFC 104でパトリック・バリーと対戦し、パウンドでTKO負け。ファイト・オブ・ザ・ナイトを受賞した。
2010年8月、ジム経営に専念するため引退を表明した。

## 戦績

### 総合格闘技
| 総合格闘技 戦績 | 総合格闘技 戦績 | 総合格闘技 戦績 | 総合格闘技 戦績 | 総合格闘技 戦績 | 総合格闘技 戦績 | 総合格闘技 戦績 |
| --------------- | --------------- | --------------- | --------------- | --------------- | --------------- | --------------- |
| 14 試合         | (T)KO           | 一本            | 判定            | その他          | 引き分け        | 無効試合        |
| 8 勝            | 6               | 2               | 0               | 0               | 0               | 0               |
| 6 敗            | 2               | 1               | 3               | 0               | 0               | 0               |

| 勝敗 | 対戦相手                     | 試合結果                            | 大会名                                  | 開催年月日     |
| ×    | パトリック・バリー           | 2R 2:30 TKO（パウンド）             | UFC 104: Machida vs. Shogun             | 2009年10月24日 |
| ×    | シーク・コンゴ               | 2R 2:29 TKO（パウンド）             | UFC 97: Redemption                      | 2009年4月18日  |
| ○    | マイク・ウェッセル           | 2R 2:09 TKO（バックマウントパンチ） | UFC 92: The Ultimate 2008               | 2008年12月27日 |
| ○    | エディ・サンチェス           | 2R 4:15 TKO（スタンドパンチ連打）   | UFC 85: Bedlam                          | 2008年6月7日   |
| ○    | コリン・ロビンソン           | 1R 0:17 TKO（左フック）             | UFC 80: Rapid Fire                      | 2008年1月19日  |
| ×    | フランク・ミア               | 1R 1:17 チキンウィングアームロック  | UFC 74: Respect                         | 2007年8月25日  |
| ×    | ジャスティン・マッコーリー   | 5分3R終了 判定0-3                   | UFC Fight Night: Stevenson vs. Guillard | 2007年4月5日   |
| ○    | シャーマン・ペンダーガースト | 1R 3:15 KO（左ストレート）          | UFC 65: Bad Intentions                  | 2006年11月18日 |
| ○    | イブラヒム・マゴメドフ       | 2R 2:01 TKO（タオル投入）           | Bushido Europe: Rotterdam Rumble        | 2005年10月9日  |
| ○    | ウェス・シムズ               | 1R 4:24 V1アームロック              | Rumble on the Rock 6                    | 2004年11月20日 |
| ×    | グラディエーター             | 5分2R終了 判定0-3                   | ROMANEX 格闘技世界一決定戦              | 2004年5月22日  |
| ×    | グシェゴシュ・ヤクボフスキ   | 5分2R終了 判定                      | La Resa Dei Conti 7                     | 2003年12月5日  |
| ○    | ウィル・エルウォーシー       | 1R チョークスリーパー               | La Resa Dei Conti 7                     | 2003年12月5日  |
| ○    | ペーテル・ヴェルシューレン   | 1R 3:05 TKO（カット）               | Rings Holland: Heroes Live Forever      | 2001年1月28日  |

### キックボクシング
| 勝敗 | 対戦相手                 | 試合結果       | 大会名            | 開催年月日    |
| ○    | フィリップ・ゴミス       | 1R 0:55 KO     | K-1 SURVIVAL 2000 | 2008年6月7日  |
| ○    | ドマジョフ・オスタジック | 3R TKO         | Ultimate Nokaut 2 | 2005年7月29日 |
| ×    | バダ・ハリ               | 5R終了 判定0-3 | Rings Fightgala   | 2003年9月27日 |

## 表彰
- ブラジリアン柔術 茶帯
- UFC ファイト・オブ・ザ・ナイト（1回）